# Маркин, Эдуард Митрофанович
Эдуард Митрофанович Маркин (род. 4 апреля 1941, Воронеж) — директор и художественный руководитель Центра хоровой музыки города Владимир. Народный артист Российской Федерации (1994). Заслуженный деятель искусств РСФСР (1985). Почётный гражданин города Владимир (1996) и Владимирской области (2020).

## Биография
Учился в Одесском музыкальном училище. С 1962 по 1965 год проходил срочную службу в Советской Армии.
Учился в Кишинёвском институте искусств им. Г. Музическу в классе профессора Л. В. Аксёновой. Окончил Новосибирскую консерваторию (1968).
С 1968 по 1973 год преподавал в Барнаульском музыкальном училище.
С 1973 года живёт и работает во Владимире. Преподавал во Владимирском государственном педагогическом институте (в 2011-м присоединён к Владимирскому университету), профессор кафедры пения и хорового дирижирования (1993).

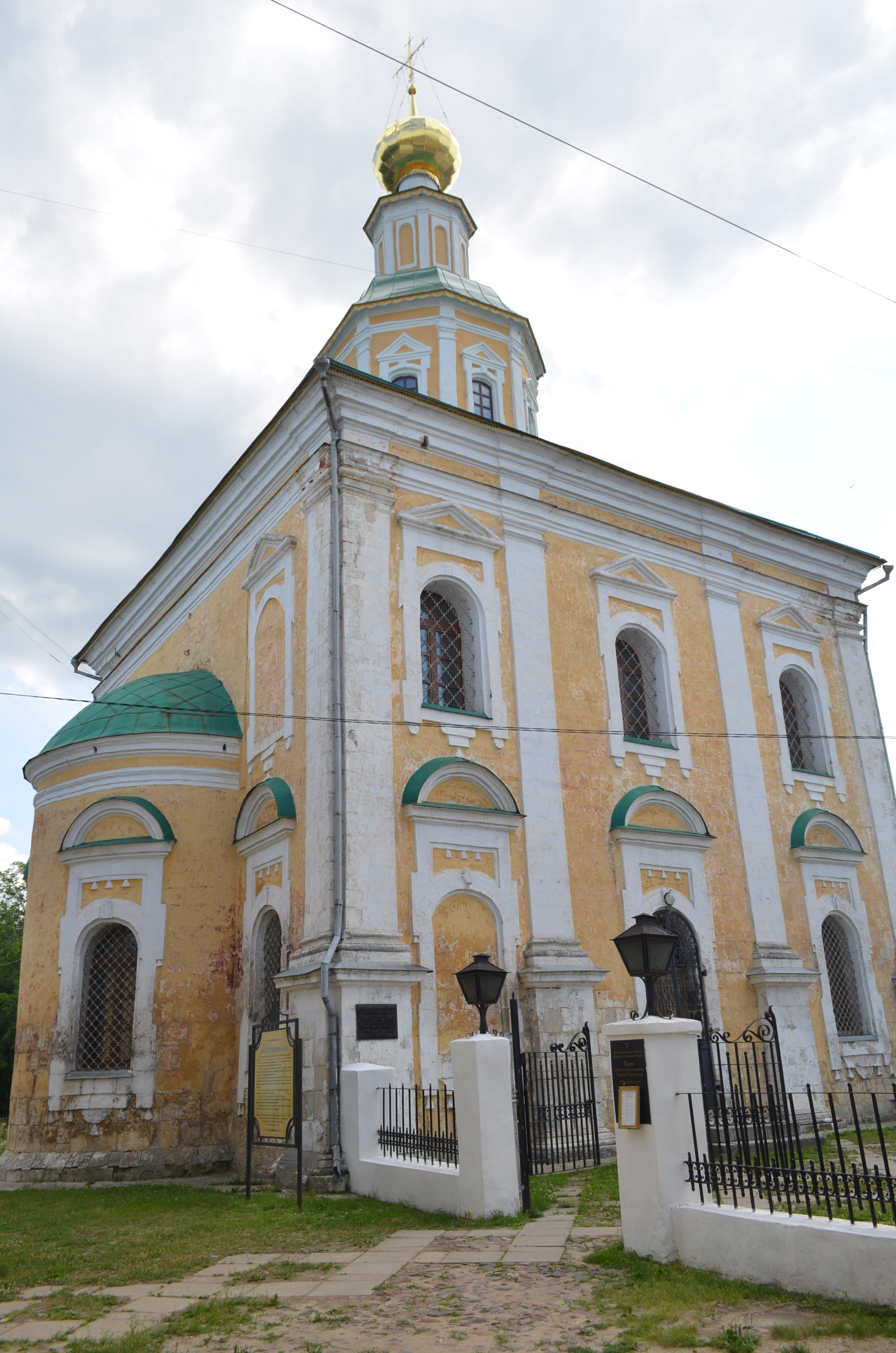
Георгиевская церковь во Владимире

В 1974 году выступил основателем Владимирского камерного хора, первым помещением хора стала Георгиевская церковь.
В 1986 году во Владимире была создана капелла мальчиков и юношей, художественным руководителем и дирижёром которой стал Эдуард Маркин.
Жизненная позиция Маркина приводила к конфликтам с областными начальством в сфере культуры, городскими властями и даже с собственным сыном — руководителем Губернаторского симфонического оркестра и Центра классической музыки Артёмом Маркиным (1969—2024).

## Награды и звания
- Медаль ордена «За заслуги перед Отечеством» II степени (11 марта 2022 года) — за большой вклад в развитие отечественной культуры и искусства, многолетнюю плодотворную деятельность[6][7].
- Народный артист Российской Федерации (21 марта 1994 года) — за большие заслуги в области музыкального искусства[8].
- Заслуженный деятель искусств РСФСР (1985).
- Премия Правительства Российской Федерации в области культуры (2015).
- Почётный гражданин города Владимир (1996).
- Почётный гражданин Владимирской области (2020)[1].